# I liga polska w hokeju na lodzie (2012/2013)
I liga polska w hokeju na lodzie w sezonie 2012/2013 została rozegrana na przełomie 2012 i 2013 roku. Był to 57. sezon rozgrywek o mistrzostwo I ligi w hokeju na lodzie. W poprzednim sezonie zwyciężyła drużyna HC GKS Katowice, która uzyskała awans do Ekstraligi. W sezonie 2012/2013 mistrzostwo II ligi wywalczył zespół Polonii Bytom.

## Drużyny
Po zakończeniu sezonu 2011/2012 ustalona została ostateczna kolejność w rozgrywkach. Poprzednią edycję wygrał i awansował do PLH zespół HC GKS Katowice. Z ekstraligi został zdegradowany zespół MMKS Podhale Nowy Targ.
|   | Stan po sezonie 2011/2012                |
| - | ---------------------------------------- |
| 1 | HC GKS Katowice – awans do PLH 2012/2013 |
| 2 | Polonia Bytom                            |
| 3 | KTH Krynica                              |
| 4 | Legia Warszawa                           |
| 5 | Orlik Opole                              |
| 6 | SMS I Sosnowiec                          |
|   | Zespół zdegradowany z PLH 2011/2012      |
| 7 | MMKS Podhale Nowy Targ                   |

## Zgłoszenia klubów
Pierwotnie w lidze formalnie może wystąpić sześć drużyn - pięć zespołów uczestniczących w poprzedniej edycji oraz spadkowicz z Polskiej Ligi Hokejowej w sezonie 2011/2012, MMKS Podhale Nowy Targ. Ponadto na przełomie maja i czerwca 2012 do rozgrywek I ligi swoje drużyny zgłosiły Naprzód Janów oraz KH Gdańsk. W obu przypadkach oznaczałoby to reaktywację seniorskich drużyn męskich (w Gdańsku nowo powstały klub kontynuuje tradycje Stoczniowca Gdańsk).
Na początku czerwca 2012 roku władze PZHL poinformowały, że do sezonu zgłosiło się osiem uprawnionych klubów: 5 z poprzedniego sezonu, MMKS Podhale, KH Gdańsk i Naprzód Janów. W terminie do końca czerwca zostały zaplanowane Komisji ds. Licencji Klubowych. Przy publikacji terminarza okazało się, że dziewiątym zespołem jest rezerwowa drużyna klubu JKH GKS Jastrzębie. Po wyznaczonym również drugim terminie, 16 sierpnia 2012 roku Komisji PZHL ds. Licencji Klubowych poinformowała, że ze zgłoszonych do sezonu 2012/2013 9 klubów, osiem otrzymało licencje. Licencji nie otrzymało KTH Krynica, któremu przysługiwało odwołanie. Następnie zespół JKH II został wycofany z rozgrywek. Przed rozpatrzeniem odwołania krynickiego klubu, jego władze wycofały złożone uprzednio pismo odwoławcze i poinformowało o wycofaniu drużyny z rozgrywek.

### Informacje o klubach
| Klub                   | Trener             | Asystent             | Kapitan           | Sponsor strategiczny | Sponsor techniczny |
| ---------------------- | ------------------ | -------------------- | ----------------- | -------------------- | ------------------ |
| Bisset Polonia Bytom   | Andrzej Secemski   | Sebastian Steiner    | Dariusz Puzio     | Bisset               |                    |
| KH Gdańsk              | Mateusz Strużyk    | Grzegorz Chruściński | Mateusz Strużyk   | Miasto Gdańsk        | Reebok             |
| Legia Warszawa         | Lubomir Witoszek   | Robert Tchórzewski   | Mateusz Wardecki  | Miasto Warszawa      | Reebok             |
| MMKS Podhale Nowy Targ | Marek Ziętara      | Rafał Sroka          | Kasper Bryniczka  |                      | JPA Hockey         |
| Naprzód Janów          | Janusz Imiołczyk   | Krzysztof Kulawik    | Łukasz Elżbieciak |                      |                    |
| Orlik Opole            | Miroslav Doležalík |                      |                   |                      | Nike               |
| SMS I Sosnowiec        | Andriej Parfionow  |                      | Filip Stopiński   | PZHL                 |                    |

### Lodowiska
| Lp. | Miasto           | Klub                   | Hala                          | Adres                                    | Pojemność | Zdjęcie |
| --- | ---------------- | ---------------------- | ----------------------------- | ---------------------------------------- | --------- | ------- |
| 1   | Bytom            | Bisset Polonia Bytom   | Lodowisko przy ul. Pułaskiego | ul. Pułaskiego 71 41-908 Bytom           | 3 000     | brak    |
| 2   | Gdańsk           | KH Gdańsk              | Hala Olivia                   | Al. Grunwaldzka 470 80-309 Gdańsk        | 5 500     |         |
| 3   | Katowice (Janów) | Naprzód Janów          | Jantor                        | Ul. Zofii Nałkowskiej 10 40-425 Katowice | 1 417     |         |
| 4   | Nowy Targ        | MMKS Podhale Nowy Targ | Miejska Hala Lodowa           | Ul. Parkowa 14 34-400 Nowy Targ          | 3 500     | brak    |
| 5   | Opole            | Orlik Opole            | Toropol                       | ul. Barlickiego 13 45-083 Opole          | 3 000     |         |
| 6   | Sosnowiec        | SMS I Sosnowiec        | Stadion Zimowy                | Ul. Zamkowa 5 41-200 Sosnowiec           | 3 500     | brak    |
| 7   | Warszawa         | Legia Warszawa         | Torwar II                     | ul. Łazienkowska 6a 00-449 Warszawa      | 299       |         |

## Zmiany w regulaminie
Na posiedzeniu Zarządu Polskiego Związku Hokeja na Lodzie w dniu 21 czerwca 2012 roku wprowadzono nowe zmiany obowiązującego w sezonie I ligi 2012/2013:
- W drużynie może występować trzech zawodników zagranicznych. W kolejnych sezonach w zespołach nie będą mogli występować zagraniczni zawodnicy. Bramkarz zagraniczny jest liczony jako jeden zawodnik z pola (dotąd "zajmował" niejako dwa miejsca).
- W każdym z zespole podczas meczu musi występować minimum pięciu zawodników młodzieżowych i maksymalnie pięciu graczy powyżej 35. roku życia.

Na mocy porozumienia trzech klubów PLH z klubami I ligi (GKS Tychy z Naprzodem, HC GKS Katowice z Polonią oraz JKH GKS Jastrzębie z Orlikiem) w ww. drużynach I-ligowych mogą występować zawodnicy ww. klubów PLH w wieku do lat 23.

## Sezon zasadniczy
W sezonie obowiązywał tzw. "systemu dwumeczowego, tzn. w sobotę i niedzielę, na tym samym lodowisku, odbywały się dwa pojedynki zainteresowanych drużyn. W sezonie obowiązywał tzw. "system dwumeczowy”, w ramach którego spotkania odbywały się w sobotę i niedzielę na tym samym lodowisku czyli dwa pojedynki zainteresowanych drużyn (celem ograniczenia kosztów organizacji). Runda zasadnicza rozpoczęła się 29 września 2012 roku, a zakończyła 24 lutego 2013.

### Terminarz i wyniki
|  |  | 1. KOLEJKA |  |
|  |  | ---------- |  |

| 29.09.2012 | SMS I Sosnowiec   | 2:5 (0:1; 1:1; 1:3)                    | Podhale Nowy Targ |
| 29.09.2012 | Legia Warszawa    | 2:5 (1:0, 1:3, 0:2)                    | Orlik Opole       |
| 29.09.2012 | Polonia Bytom     | 1:4 (0:2, 0:1, 1:1)                    | Naprzód Janów     |
| 29.09.2012 | KH Gdańsk         |                                        | pauza             |
|            |                   | 2. KOLEJKA                             |                   |
| 30.09.2012 | SMS I Sosnowiec   | 0:8 (0:1, 0:4, 0:3)                    | Podhale Nowy Targ |
| 30.09.2012 | Legia Warszawa    | 4:3 (1:0, 0:2, 3:1)                    | Orlik Opole       |
| 30.09.2012 | Polonia Bytom     | 4:3 k. (1:0, 0:2, 2:1,d. 0:0,k. 3:2)   | Naprzód Janów     |
| 30.09.2012 | KH Gdańsk         |                                        | pauza             |
|            |                   | 3. KOLEJKA                             |                   |
| 06.10.2012 | Orlik Opole       | 2:0 (1:0, 0:0, 1:0)                    | SMS I Sosnowiec   |
| 06.10.2012 | KH Gdańsk         | 5:6 (3:2, 1:0, 1:4)                    | Legia Warszawa    |
| 06.10.2012 | Podhale Nowy Targ | 8:0 (2:0, 3:0, 3:0)                    | Polonia Bytom     |
| 06.10.2012 | Naprzód Janów     |                                        | pauza             |
|            |                   | 4. KOLEJKA                             |                   |
| 07.10.2012 | Orlik Opole       | 4:2 (0:0, 2:1, 2:1)                    | SMS I Sosnowiec   |
| 07.10.2012 | KH Gdańsk         | 4:0 (1:0, 2:0, 1:0)                    | Legia Warszawa    |
| 07.10.2012 | Podhale Nowy Targ | 10:1 (3:1, 3:0, 4:0)                   | Polonia Bytom     |
| 07.10.2012 | Naprzód Janów     |                                        | pauza             |
|            |                   | 5. KOLEJKA                             |                   |
| 13.10.2012 | Polonia Bytom     | 8:0 (3:0, 1:0, 4:0)                    | SMS I Sosnowiec   |
| 13.10.2012 | Legia Warszawa    | 5:4 k. (0:1, 1:2, 3:1,d. 0:0,k. 2:0)   | Naprzód Janów     |
| 13.10.2012 | Orlik Opole       | 7:3 (2:1, 2:1, 3:1)                    | KH Gdańsk         |
| 13.10.2012 | Podhale Nowy Targ |                                        | pauza             |
|            |                   | 6. KOLEJKA                             |                   |
| 14.10.2012 | Polonia Bytom     | 2:0 (1:0, 0:0, 1:0)                    | SMS I Sosnowiec   |
| 14.10.2012 | Legia Warszawa    | 5:4 (1:1, 1:1, 3:2)                    | Naprzód Janów     |
| 14.10.2012 | Orlik Opole       | 2:4 (0:1, 2:0, 0:3)                    | KH Gdańsk         |
| 14.10.2012 | Podhale Nowy Targ |                                        | pauza             |
|            |                   | 7. KOLEJKA                             |                   |
| 20.10.2012 | SMS I Sosnowiec   | 2:1 (1:0, 0:1, 1:0)                    | KH Gdańsk         |
| 20.10.2012 | Naprzód Janów     | 2:3 (0:2, 0:1, 2:0)                    | Orlik Opole       |
| 20.10.2012 | Podhale Nowy Targ | 7:0 (1:0, 3:0, 3:0)                    | Legia Warszawa    |
| 20.10.2012 | Polonia Bytom     |                                        | pauza             |
|            |                   | 8. KOLEJKA                             |                   |
| 21.10.2012 | SMS I Sosnowiec   | 3:2 (1:0, 0:2, 2:0)                    | KH Gdańsk         |
| 21.10.2012 | Naprzód Janów     | 3:4 (1:1, 1:2, 1:1)                    | Orlik Opole       |
| 21.10.2012 | Podhale Nowy Targ | 6:1 (2:0, 2:0, 2:1)                    | Legia Warszawa    |
| 21.10.2012 | Polonia Bytom     |                                        | pauza             |
|            |                   | 9. KOLEJKA                             |                   |
| 27.10.2012 | KH Gdańsk         | 3:7 (0:2, 2:1, 1:4)                    | Naprzód Janów     |
| 27.10.2012 | Legia Warszawa    | 5:8 (2:2, 2:2, 1:4)                    | Polonia Bytom     |
| 27.10.2012 | Orlik Opole       | 1:8 (0:4, 0:3, 1:1)                    | Podhale Nowy Targ |
| 27.10.2012 | SMS I Sosnowiec   |                                        | pauza             |
|            |                   | 10. KOLEJKA                            |                   |
| 28.10.2012 | KH Gdańsk         | 4:3 (1:0, 1:1, 2:2)                    | Naprzód Janów     |
| 28.10.2012 | Legia Warszawa    | 1:6 (0:0, 1:3, 0:3)                    | Polonia Bytom     |
| 28.10.2012 | Orlik Opole       | 0:2 (0:2, 0:0, 0:0)                    | Podhale Nowy Targ |
| 28.10.2012 | SMS I Sosnowiec   |                                        | pauza             |
|            |                   | 11. KOLEJKA                            |                   |
| 03.11.2012 | Podhale Nowy Targ | 13:1 (3:0, 4:1, 6:0)                   | KH Gdańsk         |
| 03.11.2012 | Polonia Bytom     | 5:1 (1:0, 1:1, 3:0)                    | Orlik Opole       |
| 03.11.2012 | SMS I Sosnowiec   | 1:9 (0:4, 0:2, 1:3)                    | Naprzód Janów     |
| 03.11.2012 | Legia Warszawa    |                                        | pauza             |
|            |                   | 12. KOLEJKA                            |                   |
| 04.11.2012 | Podhale Nowy Targ | 8:3 (0:1, 5:1, 3:1)                    | KH Gdańsk         |
| 04.11.2012 | Polonia Bytom     | 4:2 (3:1, 0:0, 1:1)                    | Orlik Opole       |
| 04.11.2012 | SMS I Sosnowiec   | 0:8 (0:1, 0:5, 0:2)                    | Naprzód Janów     |
| 04.11.2012 | Legia Warszawa    |                                        | pauza             |
|            |                   | 13. KOLEJKA                            |                   |
| 17.11.2012 | Naprzód Janów     | 0:4 (0:1, 0:2, 0:1)                    | Podhale Nowy Targ |
| 17.11.2012 | KH Gdańsk         | 2:4 (2:0, 0:1, 0:3)                    | Polonia Bytom     |
| 08.12.2012 | Legia Warszawa    | 6:1 (1:1, 3:0, 2:0)                    | SMS I Sosnowiec   |
| 04.11.2012 | Orlik Opole       |                                        | pauza             |
|            |                   | 14. KOLEJKA                            |                   |
| 17.11.2012 | Naprzód Janów     | 4:3 k. (1:1, 2:0, 0:2, d. 0:0, k. 2:1) | Podhale Nowy Targ |
| 17.11.2012 | KH Gdańsk         | 2:3 (1:2, 1:1, 0:0)                    | Polonia Bytom     |
| 08.12.2012 | Legia Warszawa    | 7:3 (4:1, 1:2, 2:0)                    | SMS I Sosnowiec   |
| 04.11.2012 | Orlik Opole       |                                        | pauza             |

|  |  | 15. KOLEJKA |  |
|  |  | ----------- |  |

| 05.01.2013 | Podhale Nowy Targ | 13:3 (3:0, 7:1, 3:2)                   | SMS I Sosnowiec   |
| 05.01.2013 | Naprzód Janów     | 6:3 (3:0, 1:1, 2:2)                    | Polonia Bytom     |
| 05.01.2013 | Orlik Opole       | 5:2 (2:0, 2:1, 1:1)                    | Legia Warszawa    |
| 05.01.2013 | KH Gdańsk         |                                        | pauza             |
|            |                   | 16. KOLEJKA                            |                   |
| 06.01.2013 | Podhale Nowy Targ | 10:1 (6:0, 2:0, 2:1)                   | SMS I Sosnowiec   |
| 06.01.2013 | Naprzód Janów     | 6:5 k. (0:1, 3:3, 2:1, d. 0:0, k. 2:0) | Polonia Bytom     |
| 06.01.2013 | Orlik Opole       | 2:4 (1:1, 1:0, 0:3)                    | Legia Warszawa    |
| 06.01.2013 | KH Gdańsk         |                                        | pauza             |
|            |                   | 17. KOLEJKA                            |                   |
| 12.01.2013 | Legia Warszawa    | 4:3 (1:3, 2:0, 1:0)                    | KH Gdańsk         |
| 12.01.2013 | Polonia Bytom     | 2:4 (1:2, 1:1, 0:1)                    | Podhale Nowy Targ |
| 12.01.2013 | SMS I Sosnowiec   | 2:4 (1:2, 0:1, 1:1)                    | Orlik Opole       |
| 12.01.2013 | Naprzód Janów     |                                        | pauza             |
|            |                   | 18. KOLEJKA                            |                   |
| 13.01.2013 | Legia Warszawa    | 4:1 (1:0, 1:0, 2:1)                    | KH Gdańsk         |
| 13.01.2013 | Polonia Bytom     | 2:5 (0:4, 1:1, 1:0)                    | Podhale Nowy Targ |
| 13.01.2013 | SMS I Sosnowiec   | 1:7 (1:2, 0:1, 0:4)                    | Orlik Opole       |
| 13.01.2013 | Naprzód Janów     |                                        | pauza             |
|            |                   | 19. KOLEJKA                            |                   |
| 19.01.2013 | KH Gdańsk         | 4:2 (1:1, 1:0, 2:1)                    | Orlik Opole       |
| 19.01.2013 | Naprzód Janów     | 9:2 (3:0, 5:1, 1:1)                    | Legia Warszawa    |
| 19.01.2013 | SMS I Sosnowiec   | 0:3 (0:1, 0:1, 0:1)                    | Polonia Bytom     |
| 19.01.2013 | Podhale Nowy Targ |                                        | pauza             |
|            |                   | 20. KOLEJKA                            |                   |
| 20.01.2013 | KH Gdańsk         | 4:1 (2:0, 2:0, 0:1)                    | Orlik Opole       |
| 20.01.2013 | Naprzód Janów     | 7:3 (2:1, 2:1, 3:1)                    | Legia Warszawa    |
| 20.01.2013 | SMS I Sosnowiec   | 1:2 (0:1, 1:1, 0:0)                    | Polonia Bytom     |
| 20.01.2013 | Podhale Nowy Targ |                                        | pauza             |
|            |                   | 21. KOLEJKA                            |                   |
| 26.01.2013 | Legia Warszawa    | 1:7 (0:2, 0:3, 1:2)                    | Podhale Nowy Targ |
| 26.01.2013 | KH Gdańsk         | 2:3 k. (2:1, 0:0, 0:1, d. 0:0, k. 0:1) | SMS I Sosnowiec   |
| 26.01.2013 | Orlik Opole       | 3:2 (1:0, 2:2, 0:0)                    | Naprzód Janów     |
| 26.01.2013 | Polonia Bytom     |                                        | pauza             |
|            |                   | 22. KOLEJKA                            |                   |
| 26.01.2013 | Legia Warszawa    | 4:2 (2:0, 1:1, 1:1)                    | Podhale Nowy Targ |
| 26.01.2013 | KH Gdańsk         | 1:3 (0:1, 0:1, 1:1)                    | SMS I Sosnowiec   |
| 26.01.2013 | Orlik Opole       | 4:2 (1:0, 2:1, 1:1)                    | Naprzód Janów     |
| 26.01.2013 | Polonia Bytom     |                                        | pauza             |
|            |                   | 23. KOLEJKA                            |                   |
| 02.02.2013 | Naprzód Janów     | 14:2 (3:0, 6:2, 5:0)                   | KH Gdańsk         |
| 02.02.2013 | Polonia Bytom     | 4:3 d. (0:1, 2:1, 1:1, d. 1:0)         | Legia Warszawa    |
| 02.02.2013 | Podhale Nowy Targ | 8:1 (2:0, 4:1, 2:0)                    | Orlik Opole       |
| 02.02.2013 | SMS I Sosnowiec   |                                        | pauza             |
|            |                   | 24. KOLEJKA                            |                   |
| 03.02.2013 | Naprzód Janów     | 13:0 (8:0, 3:0, 2:0)                   | KH Gdańsk         |
| 03.02.2013 | Polonia Bytom     | 7:3 (3:1, 2:0, 2:2)                    | Legia Warszawa    |
| 03.02.2013 | Podhale Nowy Targ | 5:0 (1:0, 1:0, 3:0)                    | Orlik Opole       |
| 03.02.2013 | SMS I Sosnowiec   |                                        | pauza             |
|            |                   | 25. KOLEJKA                            |                   |
| 16.02.2013 | Naprzód Janów     | 4:0 (0:0, 3:0, 1:0)                    | SMS I Sosnowiec   |
| 16.02.2013 | KH Gdańsk         | 0:5 (walkower)                         | Podhale Nowy Targ |
| 16.02.2013 | Orlik Opole       | 1:6 (0:2, 1:3, 0:1)                    | Polonia Bytom     |
| 16.02.2013 | Legia Warszawa    |                                        | pauza             |
|            |                   | 26. KOLEJKA                            |                   |
| 16.02.2013 | Naprzód Janów     | 10:0 (6:0, 1:0, 3:0)                   | SMS I Sosnowiec   |
| 16.02.2013 | KH Gdańsk         | 0:5 (walkower)                         | Podhale Nowy Targ |
| 16.02.2013 | Orlik Opole       | 2:4 (1:1, 0:1, 1:2)                    | Polonia Bytom     |
| 16.02.2013 | Legia Warszawa    |                                        | pauza             |
|            |                   | 27. KOLEJKA                            |                   |
| 23.02.2013 | Podhale Nowy Targ | 5:0 (walkower)                         | Naprzód Janów     |
| 23.02.2013 | Polonia Bytom     | 12:1 (3:0, 3:1, 6:0)                   | KH Gdańsk         |
| 23.02.2013 | SMS I Sosnowiec   | 1:4 (1:2, 0:1, 0:1)                    | Legia Warszawa    |
| 23.02.2013 | Orlik Opole       |                                        | pauza             |
|            |                   | 28. KOLEJKA                            |                   |
| 24.02.2013 | Podhale Nowy Targ | 5:0 (walkower)                         | Naprzód Janów     |
| 24.02.2013 | Polonia Bytom     | 11:0 (1:0, 5:0, 5:0)                   | KH Gdańsk         |
| 24.02.2013 | SMS I Sosnowiec   | 1:3 (1:1, 0:0, 0:2)                    | Legia Warszawa    |
| 24.02.2013 | Orlik Opole       |                                        | pauza             |

### Tabela
| Lp. | Zespół                 | M  | Pkt | W  | WpDK | PpDK | P  | G + | G - | +/-  |
| --- | ---------------------- | -- | --- | -- | ---- | ---- | -- | --- | --- | ---- |
| 1   | MMKS Podhale Nowy Targ | 24 | 67  | 22 | 0    | 1    | 1  | 156 | 27  | +129 |
| 2   | Bisset Polonia Bytom   | 24 | 50  | 15 | 2    | 1    | 6  | 107 | 70  | +37  |
| 3   | Naprzód Janów          | 24 | 39  | 11 | 2    | 2    | 9  | 124 | 69  | +55  |
| 4   | Legia Warszawa         | 24 | 36  | 11 | 1    | 1    | 11 | 79  | 105 | -26  |
| 5   | Orlik Opole            | 24 | 33  | 11 | 0    | 0    | 13 | 66  | 83  | -17  |
| 6   | KH Gdańsk              | 24 | 16  | 5  | 0    | 1    | 18 | 52  | 135 | -83  |
| 7   | SMS I Sosnowiec        | 24 | 11  | 3  | 1    | 0    | 20 | 30  | 125 | -95  |

Lp. = lokata, M = liczba rozegranych spotkań, Pkt = Liczba zdobytych punktów, W = Wygrane, WpDK = Wygrane po dogrywce lub karnych, PpDK = Porażki po dogrywce lub karnych, P = Porażki, G+ = Gole strzelone, G- = Gole stracone, +/- = Bilans bramkowy
Legenda:       = Awans do Play-off

## Faza play-off
Faza play-off rozpoczęła się 2 marca, a zakończyła 24 marca 2013 roku. W jej pierwszej rundzie odbyły się półfinały (drużyny z miejsce 1 i 4 oraz 2 i 3) do dwóch wygranych meczów, a następnie finał do trzech zwycięstw, który wyłonił mistrza I ligi 2013, awansującego tym samym do PLH w sezonie 2013/2014. Została nim drużyna Polonii Bytom, który wywalczyła awans do ekstraligi PLH w sezonie 2013/2014.
Półfinały
- MMKS Podhale Nowy Targ – HUKS Legia Warszawa 2:0 (5:0, 3:0)
- Bisset Polonia Bytom – Naprzód Janów 2:1 (2:3 k., 8:2, 6:1)

Finał (o awans do ekstraligi PLH)
- MMKS Podhale Nowy Targ – Bisset Polonia Bytom 2:3 (5:4, 2:5, 4:6, 3:2, 0:3)

Skład triumfatorów - drużyny Polonii Bytom
(Na podstawie materiału źródłowego. Na mocy porozumienia z HC GKS Katowice w zespole Polonii w rozgrywkach I ligi mogą występować zawodnicy HC GKS w wieku do lat 23.)
| Sztab szkoleniowy: - Andrzej Secemski – I trener - Sebastian Steiner – II trener - Franciszek Kukla – asystent trenera - Grzegorz Wawrzkiewicz – trener bramkarzy - Jacek Frycz – kierownik drużyny |  | Bramkarze: - Dominik Kraus - Bartłomiej Szopa - Zbigniew Szydłowski Obrońcy: - Andrzej Banaszczak - Paweł Dorszewski - Oktawian Dutkowski - Krzysztof Kantor - Michał Kogut - Mateusz Możdżeń - Sebastian Owczarek - Bartłomiej Stępień - Dawid Szczepaniec - Pavel Urban - Patrik Vrána |  | Napastnicy: - Paweł Bajon - Daniel Cichoń - Kamil Drewniak - Łukasz Dybaś - Bartłomiej Gawlina - Daniel Janoszek - Sebastian Kłaczyński - Daniel Kukulski - Daniel Minge - Marcin Mazur - Kamil Pawlik - Dariusz Puzio - Jakub Radwan - Jakub Stasiewicz - Filip Stoklasa - Mateusz Strużyk - Artur Wieczorek - Marek Wróbel |  | Zawodnicy z HC GKS Katowice: - Bartłomiej Bychawski - Mateusz Bepierszcz - Kamil Kalinowski - Michał Kalinowski - Filip Komorski |